# 5-та армія (США)
5-та а́рмія США (англ. Fifth United States Army) або Півні́чна а́рмія США (англ. United States Army North) — військове об'єднання армії США, основний компонент сухопутних військ Північного Командування Збройних сил США на території США, яка відповідає за територіальну оборону континентальних Сполучених Штатів.

## Історія
5-та армія американських збройних сил сформована 4 січня 1943 року і стала першим об'єднанням такого рівня сформованим поза межами Сполучених Штатів. Офіційно активація армії, на яку покладалося завдання ведення операцій в Алжирі та Марокко, сталася в місті Уджда, у Французькому Марокко. Згодом на неї також поклали завдання планування вторгнення американських військ до материкової Італії, поки решта американської армії готувалась до висадки морського десанту в Сицилію. Протягом весни-літа 1943 року армія готувала особовий склад до проведення масштабної морської десантної операції.
З початком вторгнення на Апеннінський півострів, частини армії взяли участь у запеклих боях та битвах Італійського театру війни, які більше нагадували Західний фронт часів Великої війни, ніж маневрену та динамічну тактику дій на заході та сході Європейського театру. У вересні 1943 року армія висадилася у Салерно силами 6-го американського генерал-майора Е. Долі та 10-го британського генерал-лейтенанта Річарда Маккрірі корпусів. У ході затятих боїв проти німецького Вермахту військам об'єднання вдалося поступово продавити оборону противника та просунутися вглиб території Італії.
З цього час і до завершення війни на території Італії, 5-та армія билася проти військ Головнокомандування Вермахту «Південь» генерал-фельдмаршала А. Кессельрінга. Американці змагалися пліч-о-пліч із британськими військами 8-ї армії, Індійської армії, новозеландськими, французькими, польськими та бразильськими військами проти німецько-італійських військ.
В останній битві цієї кампанії — Північно-Італійській операції, яка стартувала у квітні 1945 року, американська армія у взаємодії з 8-ю британською армією генерал-лейтенанта Р. Маккрірі билася проти групи армій «C» генерал-полковника Г. фон Фітингофа, яку розгромили спільними зусиллями та тим закінчили війну у Північній Італії. Ціна перемоги була надзвичайно висока для 5-ї армії, за 602 дні боїв на півострові вона зазнала втрат 109 642 чоловіки, серед яких 19 475 загинули в бою або померли від ран.
У вересні 1945 року штаб повернувся до Сполучених Штатів і 2 жовтня 1945 року він був дезактивований.

### Склад армії на серпень 1944
(Входила до 15-ї групи армій)
- 5-та армія — (генерал-лейтенант Марк Вейн Кларк)
  -  2-й армійський корпус — (генерал-майор Джофрі Кіз)
    -  34-та піхотна дивізія — (генерал-майор Чарльз Боулт)
    -  88-ма піхотна дивізія — (генерал-майор Джон Слоан)
    -  91-ша піхотна дивізія — (генерал-майор Лівсі)

  -  4-й армійський корпус — (генерал-майор Вілліс Кріттенбергер)
    -  6-та південно-африканська бронетанкова дивізія — (генерал-майор Еверед Пул)
    -  85-та піхотна дивізія — (генерал-майор Джон Коультер)
    -  Бразильський експедиційний корпус — (дивізійний генерал Ж.Маскарен'яш ді Мораїш)
    -  442-й піхотний полк

  - 13-й британський армійський корпус — (генерал-лейтенант Сідней Кіркмен)
    -  1-ша британська піхотна дивізія — (генерал-майор Чарльз Лоувен)
    -  6-та британська бронетанкова дивізія — (генерал-майор Гораціус Мюррей)
    - 8-ма індійська піхотна дивізія — (генерал-майор Дадлі Расселл)

  - Резерв групи армій
    -  1-ша американська бронетанкова дивізія — (генерал-майор В. І. Прічард)

11 червня 1946 року армія була реактивована в Чикаго під командуванням генерал-майора Дж. Лукаса, колишнього командира 6-го корпусу на початковій фазі операції «Шінгл». З 1 січня 1957 року їй повернули найменування 5-ї польової армії. У післявоєнний час головним завданням цієї армії було керівництво, контроль та підготовка усіх резервних частин армії США. З червня 1971 року штаб-квартиру армії перемістили до форту Сем Х'юстон у Техас.
З 2004 року функції командування та контролю військ сухопутного резерву були передані 1-й армії, а на неї поклали завдання щодо оборони території США, включивши до Північного командування ЗС США, як основний компонент наземних сил на території континентальних Сполучених Штатів.